# Arctia muecki
Arctia muecki är en fjärilsart som beskrevs av Kram. 1910. Arctia muecki ingår i släktet Arctia och familjen björnspinnare. Inga underarter finns listade i Catalogue of Life.